# Аеродром Острава
Аеродром Леош Јаначек Острава (IATA: OSR, ICAO: LKMT), раније Међународни аеродром Острава-Мошнов, је аеродром града Остраве у Чешкој Републици. Налази се 20 км југозападно  од града и такође служи као улазна тачка у северну Моравску и Чешку Шлезију. Аеродром је преименован у децембру 2006. по композитору Леошу Јаначеку.

## Авио-компаније и дестинације

### Путници
Следеће авио-компаније обављају редовне и сезонске летове до и из Остраве: 
| Airlines            | Destinations |
| ------------------- | --- |
| HelloJets           | Seasonal charter: Djerba, Enfidha, Hurghada, Marsa Alam |
| LOT Polish Airlines | Warsaw–Chopin |
| Neos                | Seasonal charter: Mauritius, Phuket |
| Ryanair             | Girona, London–Stansted, Málaga |
| Smartwings          | Seasonal: Antalya, Burgas, Corfu, Heraklion, Hurghada, Lamezia Terme, Kos, Marsa Alam, Rhodes, Varna, Zakynthos Seasonal charter: Barcelona (begins 10 June 2025), Bodrum, Chania, Dalaman, Djerba, Marsa Matrouh, Monastir, Murcia, Palma de Mallorca, Preveza/Lefkada, Tirana |

### Карго
| Airlines           | Destinations                   |
| ------------------ | ------------------------------ |
| DHL Aviation       | Leipzig/Halle                  |
| SkyTaxi            | Different charter destinations |
| UPS Airlines       | Cologne/Bonn                   |
| Uzbekistan Airways | Shanghai–Pudong, Shijiazhuang  |